# Elaphocera ampla
Elaphocera ampla är en skalbaggsart som beskrevs av Baguena 1955. Elaphocera ampla ingår i släktet Elaphocera och familjen Melolonthidae. Inga underarter finns listade i Catalogue of Life.